# Драфт НБА 1998
Драфт НБА 1998 року відбувся 24 червня в Дженерал-Моторс-плейс у Ванкувері (Британська Колумбія). Цей драфт допоміг поліпшити долю трьох франшиз: Даллас Маверікс, Сакраменто Кінґс і Торонто Репторз.
Хоча в середині 1990-х років основу команди Маверикс становили кілька талановитих гравців, таких як Джейсон Кідд, Джамал Мешберн і Джим Джексон, але після сезону 1989–1990 вона жодного разу не потрапляла до плей-оф. До кінця сезону 1997 року всі три гравці були в інших командах і настав час для перебудови. На драфті 1998 року команда, маючи шостий драфт-пік  вибрала Роберта Трейлора і швидко обміняла його в Мілвокі Бакс на Дірка Новіцкі і Пета Герріті. Потім вони обміняли Герріті, як частину угоди, в Фінікс Санз на Стіва Неша. З Нешем і Новіцкі Маверікс швидко перетворилася з вкрай нестабільної команди наприкінці 1990-х на постійну учасницю плей-оф упродовж 2000-х. Зрештою в складі Далласа Новіцкі виграв Фінал НБА 2011, без Неша, але з Кіддом.
Репторз, яка була нещодавньою командою розширення, не виграла і 30-ти ігор за свої перші три сезони. Здобувши четвертий драфт-пік вона вибрала Антуана Джеймісона, якого швидко обміняла в Голден-Стейт Ворріорс на Вінса Картера.
Кінґс, бувши упродовж багатьох років украй нестабільною командою, значно збільшила свою популярність, вибравши Кріса Веббера і 7-й драфт-пік Джейсона Вільямса. У тому сезоні вона потрапила до плей-оф і змогла в першому раунді протягнути до фінальної 7-ї гри проти минулорічного чемпіона Західної конференції.
Sports Illustrated вважає перший загальний вибір Майкла Оловоканді одним із найбільш переоцінених в історії НБА.
П'ять гравців, обраних на драфті 1998, хоча би раз у своїй кар'єрі зіграли в Матчі всіх зірок: Новіцкі, Картер, Джеймісон, Пірс і Льюїс. Із них всі, крім Льюіса, набрали за свою кар'єру понад 20000 очок.
Лише Новіцкі станом на 2017 рік грає за свою першу команду. 

## Драфт
| РЗ | Розігруючий захисник | АЗ | Атакувальний захисник | ЛФ | Легкий форвард | ВФ | Важкий форвард | C | Центровий |

| * | Позначає гравців, які взяли участь принаймні в одній грі матчу всіх зірок НБА і потрапили до Збірної всіх зірок НБА |
| + | Позначає гравців, які взяли участь принаймні в одній грі матчу всіх зірок НБА                                       |
| x | Позначає гравців, які принаймні один раз потрапили до Збірної всіх зірок НБА                                        |
| # | Позначає гравців, які жодного разу не грали в регулярному сезоні НБА або плей-оф                                    |

| Раунд | Вибір | Гравець             | Позиція | Громадянство             | NBA team                                               | School/Club team                                     |
| ----- | ----- | ------------------- | ------- | ------------------------ | ------------------------------------------------------ | ---------------------------------------------------- |
| 1     | 1     | Майкл Оловоканді    | C       | Нігерія Велика Британія  | Лос-Анджелес Кліпперс                                  | Пасіфік (Ср.)                                        |
| 1     | 2     | Майк Біббі          | РЗ      | США                      | Ванкувер Ґріззліс                                      | Аризона (Соф.)                                       |
| 1     | 3     | Раф Лафренц         | C/F     | США                      | Денвер Наггетс                                         | Канзас (Ср.)                                         |
| 1     | 4     | Антуан Джеймісон+   | F       | США                      | Торонто Репторз (проданий у Голден-Стейт)              | Північна Кароліна (Дж.)                              |
| 1     | 5     | Вінс Картер*        | G/F     | США                      | Голден-Стейт Ворріорс (проданий у Торонто)             | Північна Кароліна (Дж.)                              |
| 1     | 6     | Роберт Трейлор      | F/C     | США                      | Даллас Маверікс (проданий у Мілвокі)                   | Мічиган (Дж.)                                        |
| 1     | 7     | Джейсон Вільямс     | РЗ      | США                      | Сакраменто Кінґс                                       | Флорида (Дж.)                                        |
| 1     | 8     | Ларрі Г'юз          | АЗ      | США                      | Філадельфія Севенті-Сіксерс                            | Сент-Луїс (Фр.)                                      |
| 1     | 9     | Дірк Новіцкі*       | ВФ      | Німеччина                | Мілвокі Бакс (проданий у Даллас)                       | С.Олівер (баскетбольний клуб) (Німеччина, 2-га ліга) |
| 1     | 10    | Пол Пірс*           | G/F     | США                      | Бостон Селтікс                                         | Канзас (Дж.)                                         |
| 1     | 11    | Бонзі Веллс         | G/F     | США                      | Детройт Пістонс                                        | Болл Стейт (Ср.)                                     |
| 1     | 12    | Майкл Долік         | C       | США                      | Орландо Меджик                                         | Юта (Ср.)                                            |
| 1     | 13    | Кіон Кларк          | F/C     | США                      | Орландо Меджик (від Вашингтон через Голден-Стейт)      | УНВЛ (Ср.)                                           |
| 1     | 14    | Майкл Діккерсон     | АЗ      | США                      | Х'юстон Рокетс                                         | Аризона (Ср.)                                        |
| 1     | 15    | Метт Гарпрінг       | F/G     | США                      | Орландо Меджик (від Нью-Джерсі)                        | Джорджия Тек (Ср.)                                   |
| 1     | 16    | Брайс Дру           | РЗ      | США                      | Х'юстон Рокетс (від Нью-Йорк через Портленд і Торонто) | Валперейзо (Ср.)                                     |
| 1     | 17    | Радослав Нестерович | C       | Словенія                 | Міннесота Тімбервулвз                                  | Кіндер Болонья (Італія)                              |
| 1     | 18    | Мірсад Тюркчан      | ВФ      | Туреччина                | Х'юстон Рокетс (від Портленд через Торонто)            | Ефес Пілсен (Туреччина)                              |
| 1     | 19    | Пет Герріті         | ВФ      | США                      | Мілвокі Бакс (від Клівленд, проданий у Фінікс)         | Нотр-Дам (Ср.)                                       |
| 1     | 20    | Рошон Маклауд       | ЛФ      | США                      | Атланта Гокс                                           | Дьюк (Ср.)                                           |
| 1     | 21    | Ріккі Девіс         | G/F     | США                      | Шарлотт Горнетс                                        | Айова (Фр.)                                          |
| 1     | 22    | Браян Скіннер       | F/C     | США                      | Лос-Анджелес Кліпперс (від Маямі)                      | Бейлор (Ср.)                                         |
| 1     | 23    | Тайрон Лу           | РЗ      | США                      | Денвер Наггетс (від Фінікс проданий у ЛА Лейкерс)      | Небраска (Дж.)                                       |
| 1     | 24    | Феліпе Лопес        | АЗ      | Домініканська Республіка | Сан-Антоніо Сперс (проданий у Ванкувер)                | Сент Джонс (Ср.)                                     |
| 1     | 25    | Ал Гаррінгтон       | F       | США                      | Індіана Пейсерз                                        | СШ Святого Патрика (Елізабет (Нью-Джерсі))           |
| 1     | 26    | Сем Джейкобсон      | АЗ      | США                      | Лос-Анджелес Лейкерс                                   | Міннесота (Ср.)                                      |
| 1     | 27    | Владімір Степанія   | C       | Грузія                   | Сіетл Суперсонікс                                      | Олімпія Любляна (Словенія)                           |
| 1     | 28    | Корі Бенжамін       | АЗ      | США                      | Чикаго Буллз                                           | Орегон Стейт (Соф.)                                  |
| 1     | 29    | Назр Могаммед       | C/F     | США                      | Юта Джаз (проданий у Філадельфія)                      | Кентуккі (Дж.)                                       |
| 2     | 30    | Ансу Сесей          | ЛФ      | США                      | Даллас Маверікс (від Торонто)                          | Міссісіпі (Sr.)                                      |
| 2     | 31    | Рубен Паттерсон     | ЛФ      | США                      | Лос-Анджелес Лейкерс (від Ванкувер)                    | Цинциннаті (Sr.)                                     |
| 2     | 32    | Рашард Льюїс+       | ВФ      | США                      | Сіетл Суперсонікс (від Детройт)                        | Alief Elsik HS (Houston, Texas)                      |
| 2     | 33    | Джелані Маккой      | F/C     | США                      | Сіетл Суперсонікс (від ЛА Кліпперс)                    | УКЛА (Jr.)                                           |
| 2     | 34    | Шаммонд Вільямс     | РЗ      | США                      | Чикаго Буллз (від Голден-Стейт)                        | Північна Кароліна (Sr.)                              |
| 2     | 35    | Бруно Шундов        | C       | Хорватія                 | Даллас Маверікс                                        | Split (Хорватія)                                     |
| 2     | 36    | Джером Джеймс       | C       | США                      | Сакраменто Кінґс                                       | Флорида A&M (Jr.)                                    |
| 2     | 37    | Кейсі Шо            | C       | США                      | Філадельфія Севенті-Сіксерс                            | Толедо (Sr.)                                         |
| 2     | 38    | Демарко Джонсон     | ВФ      | США                      | Нью-Йорк Нікс (від Бостон)                             | Шарлотт (Sr.)                                        |
| 2     | 39    | Рафер Елстон        | РЗ      | США                      | Мілвокі Бакс                                           | Фресно Стейт (Sr.)                                   |
| 2     | 40    | Корлеоне Янг        | ЛФ      | США                      | Детройт Пістонс                                        | Hargrave Military Academy                            |
| 2     | 41    | Каттіно Моблі       | АЗ      | США                      | Х'юстон Рокетс                                         | Род Айленд (Sr.)                                     |
| 2     | 42    | Майлз Саймон        | АЗ      | США                      | Орландо Меджик                                         | Аризона (Sr.)                                        |
| 2     | 43    | Джагіді Вайт        | F/C     | США                      | Вашингтон Візардс                                      | Джорджтаун (Sr.)                                     |
| 2     | 44    | Шон Маркс           | ВФ      | Нова Зеландія            | Нью-Йорк Нікс                                          | Каліфорнія (Sr.)                                     |
| 2     | 45    | Тобі Бейлі          | АЗ      | США                      | Лос-Анджелес Лейкерс (від Нью-Джерсі)                  | УКЛА (Sr.)                                           |
| 2     | 46    | Андре Паттерсон     | ЛФ      | США                      | Міннесота Тімбервулвз                                  | Індіана (Sr.)                                        |
| 2     | 47    | Тайсон Віллер       | РЗ      | США                      | Торонто Репторз                                        | Род Айленд (Sr.)                                     |
| 2     | 48    | Раян Стек           | C       | США                      | Клівленд Кавальєрс                                     | Південна Кароліна (Sr.)                              |
| 2     | 49    | Корі Карр           | АЗ      | США                      | Атланта Гокс                                           | Техас Тек (Sr.)                                      |
| 2     | 50    | Ендрю Беттс−        | C       | Велика Британія          | Шарлотт Горнетс                                        | Лонг-Біч Стейт (Sr.)                                 |
| 2     | 51    | Корі Бруер−         | РЗ      | США                      | Маямі Гіт                                              | Оклахома (Sr.)                                       |
| 2     | 52    | Деррік Даял         | АЗ      | США                      | Сан-Антоніо Сперс                                      | Істерн Мічиган (Sr.)                                 |
| 2     | 53    | Грег Бакнер         | АЗ      | США                      | Даллас Маверікс (від Фінікс)                           | Клемсон (Sr.)                                        |
| 2     | 54    | Тремейн Фаулкс      | ЛФ      | США                      | Денвер Наггетс (від Індіана)                           | Фресно Стейт (Sr.)                                   |
| 2     | 55    | Раян Боуен          | ЛФ      | США                      | Денвер Наггетс (від Сіетл)                             | Айова (Sr.)                                          |
| 2     | 56    | Джей Ар Гендерсон   | ЛФ      | США                      | Ванкувер Ґріззліс (від ЛА Лейкерс)                     | УКЛА (Sr.)                                           |
| 2     | 57    | Торрей Бреггс       | ВФ      | США                      | Юта Джаз                                               | Зав'єр (Sr.)                                         |
| 2     | 58    | Масіо Бастон        | ВФ      | США                      | Чикаго Буллз                                           | Мічиган (Sr.)                                        |

1. ↑  Громадянство означає національну збірну гравця, або яку країну він представляє. Якщо гравець не грав на міжнародному рівні, тоді цей пункт означає за збірну якої країни він може грати за правилами FIBA.

## Помітні гравці, яких не задрафтовано

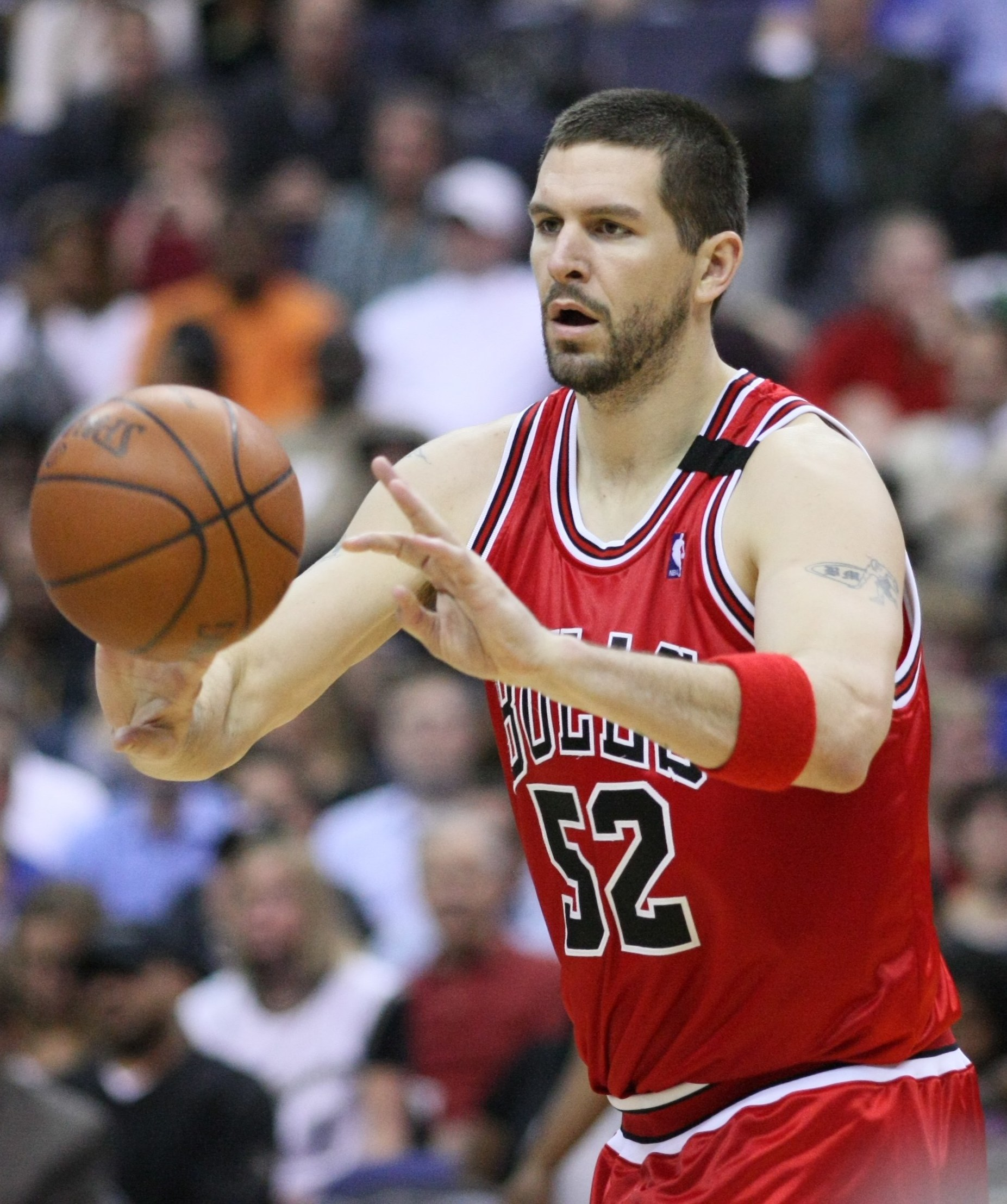
Бред Міллер не був обраний, але мав успішну 14-річну кар'єру в НБА, яка включала два потрапляння на Гру всіх зірок.

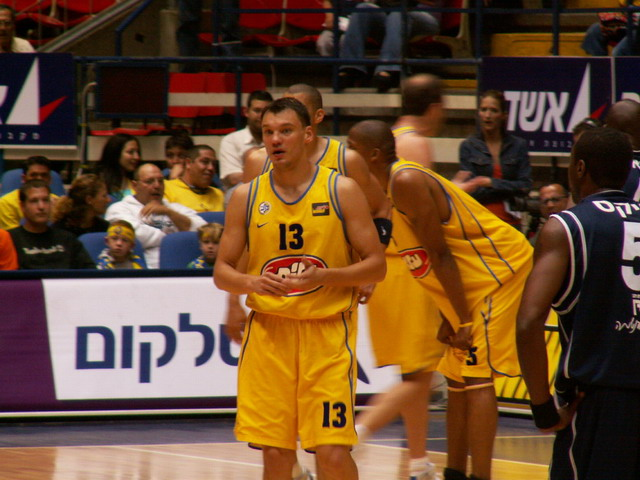
Шарунас Ясікявічюс не був обраний, але згодом грав у НБА і його вважають одним із найвизначніших представників європейського баскетболу.

Цих гравців не обрано на драфті 1998 року але зіграли принаймні одну гру в НБА.
| Гравець              | Позиція | Громадянство     | School/Club team                       |
| -------------------- | ------- | ---------------- | -------------------------------------- |
| Ерл Бойкінс          | PG      | США              | Істерн Мічиган (Sr.)                   |
| Джеральд Браун       | SG      | США              | Пеппердайн (Sr.)                       |
| Ентоні Картер        | PG      | США              | Гаваї (Sr.)                            |
| Стів Гудріч          | PF/C    | США              | Принстон (Sr.)                         |
| Майк Джеймс          | PG      | США              | Дюкейн (Sr.)                           |
| Шарунас Ясікявічюс   | PG      | Литва            | Меріленд (Sr.)                         |
| Чарльз Джоунс        | SG      | США              | ЛАЮ Бруклін (Sr.)                      |
| Марк Джоунс          | SF      | США              | УЦФ (Sr.)                              |
| Келлі Маккарті       | SG      | США              | Саутерн Місс (Sr.)                     |
| Станіслав Медведенко | PF      | Україна          | Будівельник Київ (Україна) (нар. 1979) |
| Бред Міллер+         | C       | США              | Пердью (Sr.)                           |
| Тайрон Несбі         | SF      | США              | УНВЛ (Sr.)                             |
| Даніель Сантьяго     | C       | США/ Пуерто-Рико | К Святого Вінсента (Sr.)               |